# Giovanni Delise
Giovanni Delise (født 1. november 1907 i Izola, død 19. maj 1947) var en italiensk roer, olympisk guldvinder og tredobbelt europamester.
Delises rokarriere var koncentreret om firer med styrmand, som han opnåede alle sine store resultater i.
Hans første store internationale resultat kom ved OL 1928 i Amsterdam, hvor han sammen med Giliante D'Este, Valerio Perentin, Nicolò Vittori og styrmand Renato Petronio roede firer med styrmand. Efter i første runde at have roet alene besejrede italienerne i anden runde det tyske hold meget klart, og efter at tyskerne havde klaret sig gennem opsamlingsheatet mødtes de to både igen i kvartfinalen. Her vandt italienerne igen, dog knap så overlegent. I semifinalen besejrede italienerne schweizerne i ny olympisk rekordtid, hvorpå Schweiz besejrede Polen i en kamp om at møde italienerne i finalen. Her vandt Schweiz, og i finalen sejrede italienerne klart, måske som følge af muligheden for at hvile, mens Schweiz og Polen kæmpede. Resultatet blev derfor, at Italien vandt guld, Schweiz sølv og Polen bronze.
Vittori, Perentin og Petronio var også med i båden sammen med Delise, da de vandt EM-guld i 1929, 1932 og 1934.

## OL-medaljer
- 1928:  Guld i firer med styrmand